# 543
543 је била проста година.

## Смрти
- Википедија:Непознат датум — Преподобни Бенедикт

- Пролеће – Опсада Напуља (542–543): Византијски гарнизон (1.000 људи) у Напуљу се предаје Остроготима, притиснут глађу и деморалисан неуспехом две помоћи. Краљ Тотила је добро опходио браниоце, гарнизону је дозвољен безбедан одлазак, али су градске зидине делимично срушене.
- Град тврђава Стара Донгола (модерни Судан) дуж реке Нил постаје престоница Краљевине Макурије. Саграђено је неколико цркава, укључујући и „Стару цркву“.
- Лето – Хозроје I Ануширван, краљ Сасанидског царства, поново напада Сирију и скреће на југ према Едеси да би опседао град-тврђаву.
- Хефталити прете Сасанидском царству са истока. Проширују свој домен у Централној Азији.
- Византијска инвазија на Персарменију је заустављења у бици код Англона од знатно малобројнијих снага из Сасанидског царства.
- Краљ Пулакешин успоставља династију Чалукја у Индији. Он проширује своје краљевство освајањем Вакатаке и западне обале Карнатаке, дајући му приступ вредним трговачким путевима Арапског мора.
- Цариградски сабор осуђује учење о апокатастази.
- Варсануфије, познати пустињак у близини Газе, потпуно се повлачи из света након смрти Серида, игумана оближњег манастира, и сабрата пустињака Јована Пророка са којим је написао преко 850 писама људима који су тражили његов савет и вођство.